# NGC 1335
NGC 1335 è una galassia lenticolare situata nella costellazione di Perseo, a una distanza di circa 255 milioni di anni luce dalla nostra Via Lattea.

## Scoperta
La galassia è stata scoperta il 13 ottobre 1869 dall'astronomo francese Édouard Stephan, che però non pubblicò i dati della sua scoperta. Il 14 dicembre 1881, lo stesso Stephan fece una nuova osservazione corredata di un'accurata descrizione della posizione. È questa nuova osservazione che è stata inserita nel New General Catalogue con la designazione NGC 1335 e che compare come data ufficiale della scoperta.